# Piet van Est
Piet van Est (né le 11 août 1934 à Sint Willebrord et mort le 17 octobre 1991 à Roosendaal) est un coureur cycliste néerlandais. Professionnel de 1956 à 1965, il a notamment remporté une étape du Tour d'Italie 1961. Ses frères Nico et Wim ont également été coureurs professionnels.

## Palmarès

### Palmarès amateur
- 1955
  - 3ea étape de l'Olympia's Tour
  - Ronde van Oud-Vossemeer
  - 3e du Circuit de Campine

### Palmarès professionnel
- 1956
  -  Champion des Pays-Bas du contre-la-montre interclubs (avec Wim van Est)
  - 7e étape du Tour d'Europe
- 1957
  - 8e du Critérium du Dauphiné libéré
- 1958
  - Classement général du Tour des Pays-Bas
  - 3e du championnat des Pays-Bas de poursuite
- 1959
  - 3e du Tour de Wallonie
- 1960
  - 4ea étape du Tour de Belgique (contre-la-montre par équipes)
- 1961
  - 3e et 4ea (contre-la-montre par équipes) étapes du Tour de Belgique
  - 8e étape du Tour d'Italie
  - 3e de Anvers-Liège-Anvers
  - 3e de la Flèche anversoise
  - 3e du Grand Prix E3
  - 4e de Liège-Bastogne-Liège
- 1962
  - Hoegaarden-Anvers-Hoegaarden
  - 2e étape d'À travers la Belgique
  - 2eb étape du Tour de France (contre-la-montre par équipes)
  - 2e du Tour des Flandres B
  - 3e d'À travers la Belgique
  - 9e de la Flèche wallonne
  - 10e du Grand Prix Stan Ockers
- 1963
  -  Champion des Pays-Bas du contre-la-montre interclubs (avec Wim van Est)
  - 2e et 5e étapes du Tour des Pays-Bas
  - Circuit de Flandre orientale
  - 2e du Grand Prix du 1er mai
  - 2e du Circuit Mandel-Lys-Escaut
  - 2e du championnat des Pays-Bas de poursuite
- 1964
  -  Champion des Pays-Bas du contre-la-montre interclubs (avec Wim van Est)
  - À travers la Belgique

## Résultats sur les grands tours

### Tour de France
7 participations 
- 1957 : 32e
- 1958 : 22e
- 1959 : abandon (13e étape)
- 1960 : 28e
- 1961 : hors délais (17e étape)
- 1962 : 26e, vainqueur de la 2eb étape (contre-la-montre par équipes)
- 1964 : abandon (16e étape)

### Tour d'Italie
2 participations 
- 1961 : 35e, vainqueur de la 8e étape
- 1962 : abandon (14e étape)